# Justicia rubicunda
Justicia rubicunda là một loài thực vật có hoa trong họ Ô rô. Loài này được (Hochst.) Fourc. mô tả khoa học đầu tiên năm 1941.